# مونتي سانتا ماريا تيبيرينا
مونتي سانتا ماريا تيبيرينا (بالإيطالية: Monte Santa Maria Tiberina)‏ هي بلدية في مقاطعة بيرودجا في إقليم أومبريا في إيطاليا.

## السكان
في سنة 1861 بلغ عدد السكان 3٬150 نسمة، وتطور العدد ليصل في سنة 2011 لـ 1٬216 نسمة.
يظهر هذا المخطط البياني تطور النمو السكاني لـ مونتي سانتا ماريا تيبيرينا